# Martin Schröder (componist)

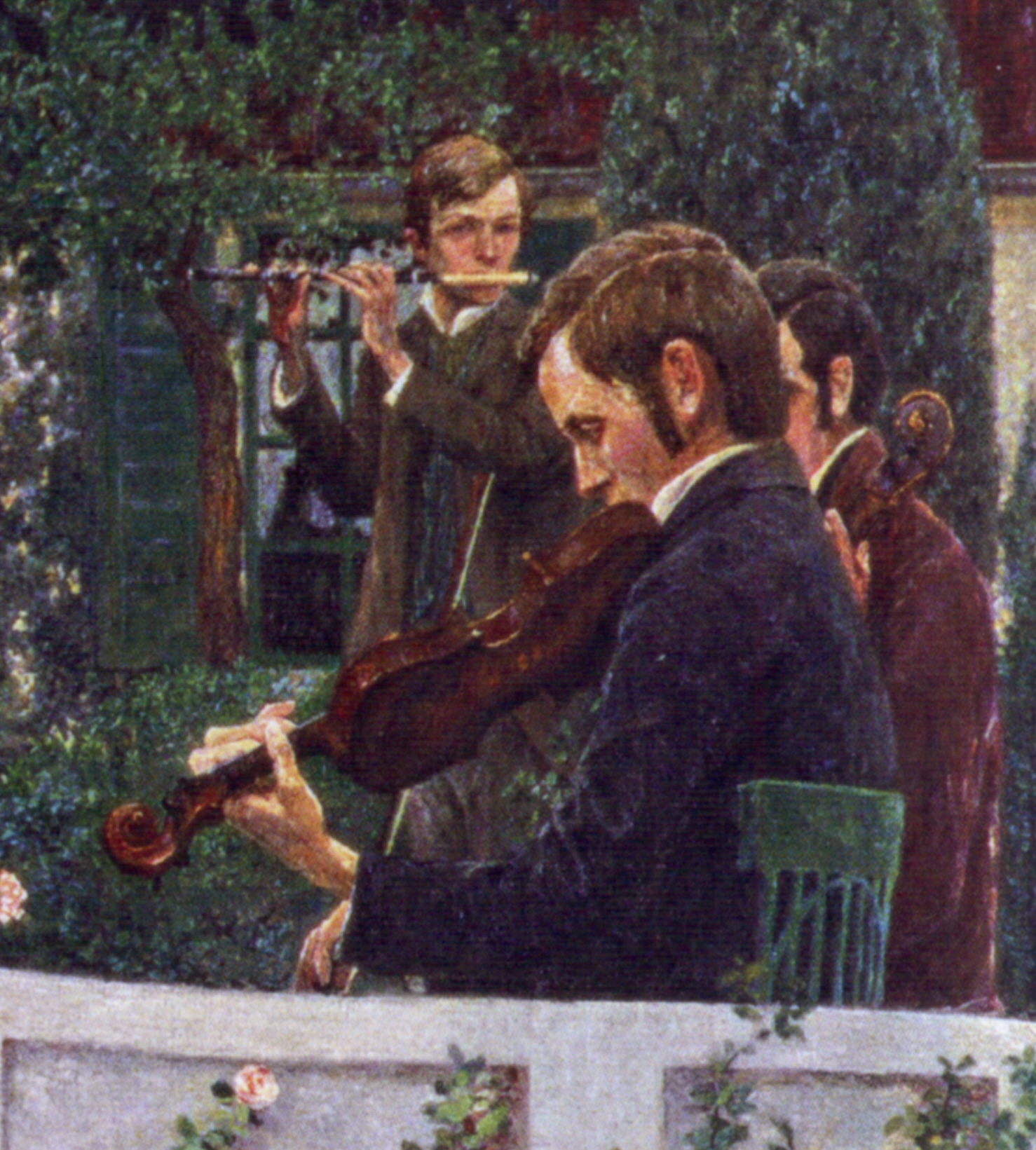
Franz Vogeler, Martin Schröder & Heinrich Vogeler

Martin Schröder (Hamburg, 26 september 1878 – Hamburg, 1 december 1954) was een Duits componist en dirigent.

## Levensloop
Over Martin Schröder is weinig bekend. Hij was militaire muzikant en later militaire kapelmeester. Naast bewerkingen van klassieke werken componeerde hij ook zelf voor het medium harmonieorkest. Zijn werken heeft hij meestal via de muziekuitgever Louis Oertel in Langenhagen (Nedersaksen) gepubliceerd. 

## Composities

### Werken voor harmonieorkest
- Ännchen von Tharau
- Deutschlands Ruhm (Pro Patria) Marsch
- Europas Freiheitskampf Marsch
- Regiment Hamburg
- Reveille
- Tivoli March